# العامل المثبط لسرطان الدم
العامل المثبط لسرطان الدم (بالإنجليزية: Leukemia inhibitory factor)‏ (اختصارًا LIF)، أو «إل آي إف»، هو سيتوكين تابع لفئة الإنترلوكين 6 ومؤثر في نمو الخلايا من خلال تثبيط التمايز. تبدأ الخلايا في التمايز عند هبوط مستوى «إل آي إف».

## الوظيفة
يستمد «إل آي إف» اسمه من قدرته على تحريض التمايز النهائي لخلايا اللوكيميا النخاعية، ما يكبح نموها المستمر. تشمل الخصائص الأخرى التي تُعزى إلى السيتوكين: تعزيز النمو والتمايز الخلوي لأنواع عديدة من الخلايا المستهدفة، والتأثير على الأيض العظمي، والهزال، والنماء العصبي، وتكون الجنين والالتهاب. يلعب «إل آي إف» المنظم بواسطة «بّي 53» دورًا مثبتًا في تسهيل الانغراس في نموذج الفئران ومن المحتمل لدى البشر. اقتُرح وجود دور لعامل «إل آي إف» البشري المأشوب في تحسين معدل الانغراس لدى النساء اللواتي يعانين من حالات العقم غير المبررة.

## الارتباط / التنشيط
يرتبط «إل آي إف» مع مستقبل «إل آي إف» محدد (إل آي إف آر – α) الذي يشكل مثنوي مغاير مع وحدة فرعية محددة لكل أعضاء عائلة المستقبلات، أي الوحدة الفرعية لتوصيل الإشارة «جي بّي 130». يؤدي هذا إلى تنشيط تسلسلات «جيه إيه كيه» / «إس تي إيه تي» (اليانوس كيناز / موصل الإشارة ومنشط النسخ) و«إم إيه بّي كيه» (بروتين كيناز المنشط بواسطة الميتوجين).

## التعبير
يحدث التعبير عن «إل آي إف» في الأديم الظاهر الغاذي للجنين النامي، في حين يحدث التعبير عن مستقبله «إل آي إف آر» في جميع أنحاء كتلة الخلايا الداخلية. تؤدي إزالة الخلايا الجذعية الجنينية من كتلة الخلايا الداخلية إلى زوال مورود «إل آي إف»، نظرًا إلى أن هذه الخلايا الجذعية الجنينية مشتقة من كتلة الخلايا الداخلية في مرحلة الكيسة الآرومية. تعمل شركة إنفيتريا على إنتاج «إل آي إف» في معاملها.

## استخدامه في زرع الخلايا الجذعية
غالبًا ما يُضاف «إل آي إف» إلى مستنبتات زرع الخلايا الجذعية كبديل عن زرع الخلايا المغذية، نظرًا للقيود المنسوبة إلى الخلايا المغذية المتمثلة باقتصار إنتاجها «إل آي إف» على أسطح خلاياها. لا تستطيع الخلايا المغذية المفتقرة لجين «إل آي إف» دعم الخلايا الجذعية بفعالية. يعزز «إل آي إف» التجدد الذاتي من خلال توظيف موصل الإشارات ومنشط النسخ 3 (ستات 3). يُوصل ستات 3 إلى مستقبل «إل آي إف» المنشط ويتعرض للفسفرة بواسطة اليانوس كيناز. تجدر الإشارة إلى أن «إل آي إف» وستات 3 غير كافيين لتثبيط تمايز الخلايا الجذعية، إذ تبدأ الخلايا في التمايز عند إزالة المصل. خلال المرحلة الانعكاسية للتمايز من تعدد القدرات الساذج، يمكن عكس الخلايا لتعود إلى تعدد القدرات الساذج من خلال إضافة «إل آي إف». تؤدي إزالة «إل آي إف» إلى دفع الخلايا الجذعية نحو التمايز، مع ذلك، يسمح التلاعب الجيني بالخلايا الجذعية الجنينية لعامل «إل آي إف» بالنمو المستقل، وخاصة فرط التعبير عن الجين نانوغ.
نموذجيًا، يُضاف «إل آي إف» إلى مستنبتات زرع الخلايا الجذعية من أجل إنقاص معدل التمايز التلقائي.

## روابط خارجية
- Leukemia+Inhibitory+Factor في المكتبة الوطنية الأمريكية للطب نظام فهرسة المواضيع الطبية (MeSH).

- مصدر عامل تثبيط اللوكيميا المؤتلف ( http://www.invitria.com/cell-culture-products-services/leukemia-inhibitory-factor-culture-media.html